# Syncrossus beauforti
Cá heo chấm (Danh pháp khoa học:Syncrossus beauforti) là loài cá thuộc họ Cobitidae phân bố ở Đông Nam Á gồm Campuchia, Malaysia, Thái Lan.

## Đặc điểm
Chúng có thân ngắn, cuốn đuôi to, đầu nhỏ, nhọn, mõm dài, miệng dưới, nhỏ, hình cung, mút mõm có 2 đôi râu dính liền nhau ở gốc và 1 đôi râu hàm ở miệng. Chúng có mắt nhỏ ở nửa trên của đầu, có 1 gai nhỏ, nhọn, chia làm hai nhánh có thể xếp mở được. Khởi điểm vây lưng trước khởi điểm vây bụng, vây đuôi phân thùy sâu, mút các thùy hơi tù, vẩy bé phủ trên thân, lưng màu nâu nhạt, bụng trắng, dọc thân có 12-15 sọc đứng, các sọc này nhạt dần từ lưng đến khoảng giữa thân
Đỉnh đầu chúng có 2 sọc đen kết thành hình chữ V, vuông góc ở mõm, trên vây đuôi có 2 sọc đen cũng kết thành hình chữ V; 2 bên đầu có 2 sọc đen từ mút mõm qua mắt đến gốc xương chẩm; có nhiều chấm đen nhỏ kết thành 2-3 hàng dọc thân rãi rác trên các vây, có khoảng 5 sọc đen chạy dọc trên lưng và 1 sọc đen rộng ở gốc vây đuôi.